# Хруслін
Хруслін (пол. Chruślin) — село в Польщі, у гміні Беляви Ловицького повіту Лодзинського воєводства.
Населення — 260 осіб (2011).
У 1975—1998 роках село належало до Скерневицького воєводства.

## Демографія
Демографічна структура станом на 31 березня 2011 року:
|          | Загалом | Допрацездатний вік | Працездатний вік | Постпрацездатний вік |
| -------- | ------- | ------------------ | ---------------- | -------------------- |
| Чоловіки | 123     | 28                 | 75               | 20                   |
| Жінки    | 137     | 25                 | 63               | 49                   |
| Разом    | 260     | 53                 | 138              | 69                   |